# Accipiter
Genre
Accipiter est un genre d'oiseaux comprenant de nombreuses espèces de rapaces de la famille des Accipitridés nommées généralement autours ou éperviers.

## Liste des espèces
D'après la classification de référence (version 14.2, 2024) de l'Union internationale des ornithologues il est réparti en neuf espèces (ordre philogénique) :
- Accipiter madagascariensis Verreaux, J, 1833 – Épervier de Madagascar ;
- Accipiter ovampensis Gurney, JH Sr, 1875 – Épervier des Ovampos ;
- Accipiter nisus (Linnaeus, 1758) – Épervier d'Europe ;
- Accipiter rufiventris Smith, A, 1830 – Épervier menu ;
- Accipiter poliogaster (Temminck, 1824) – Autour à ventre gris ;
- Accipiter striatus Vieillot, 1808 – Épervier brun ;
- Accipiter chionogaster (Kaup, 1852) – Épervier à poitrine blanche ;
- Accipiter ventralis Sclater, PL, 1866 – Épervier à gorge rayée ;
- Accipiter erythronemius (Kaup, 1850) – Épervier à cuisses rousses ;